# 非那西丁
非那西丁（Phenacetin，或譯非那西汀），化学式C10H13NO2，在室溫是白色結晶固體，熔點約134℃，是一種在許多國家被禁售的藥物。

## 用途
非那西丁在1887年發明， 主要作為止痛藥使用。通常每日300至500毫克的劑量便達到止痛效果。它亦有退燒作用。

## 制备
非那西丁可通过在丁酮中，用对乙酰氨基酚与碘乙烷在无水碳酸钠存在下回流，发生Williamson合成制得。粗产物在水中重结晶提纯。 非那西丁用浓硝酸/乙酸酐硝化，并用水重结晶，可以得到金黄色的2-硝基-4-乙氧基乙酰苯胺。

## 不良反應
長期服用非那西丁可損害腎臟，甚至誘發癌症。其它可能的不良反應包括紫绀反应及溶血性贫血。由於非那西丁的潛在副作用大，又有其它更安全及同樣有效的藥物可以代替，所以許多國家已經禁售非那西丁。中華人民共和國已經開始淘汰一些含非那西丁的藥品，但並未完全禁止使用。